# Saison 2004-2005 du LOSC Lille Métropole
Maillots
Chronologie
Saison précédente Saison suivante
La saison 2004-2005 du LOSC Lille Métropole est la quarante-cinquième saison du club nordiste en première division du championnat de France, la cinquième consécutive au sein de l'élite du football français.
En plus de sa participation au championnat de France de football 2004-05, le club participe également à la Coupe UEFA.

## Compétitions

### Championnat
La saison 2004-2005 de Ligue 1 est la soixante-septième édition du championnat de France de football et la troisième sous l'appellation « Ligue 1 ». La division oppose vingt clubs en une série de trente-huit rencontres. Les meilleurs de ce championnat se qualifient pour les coupes d'Europe que sont la Ligue des Champions (le podium) et la Coupe UEFA (voir la section consacrée sur les qualifications pour les coupes d'Europe).
Pour cette saison, trois clubs sont promus de Ligue 2, Saint-Étienne, champion de Ligue 2 la saison précédente ainsi que Caen et Istres
Le 19 décembre, le Lille OSC est deuxième à mi-saison à 3 points de Lyon sacré champion d'automne.
Le 23 janvier, le Lille OSC s'impose face à l'OL (2-1 au Stadium Lille Métropole) grâce à un doublé de Matt Moussilou. Lyon était alors invaincu depuis le début de la saison, toutes compétitions confondues.

### Coupe Intertoto
| Troisième tour, Aller | LOSC                        | 2 - 1   | Dynamo Minsk | Stadium Lille Métropole Villeneuve-d'Ascq |                                         |
| 17 juillet 2004       | Plestan 23e · Moussilou 29e | (2 - 1) | Kovel 26e    | Spectateurs : 7 330 Arbitrage : P. Vink   | Spectateurs : 7 330 Arbitrage : P. Vink |

| Troisième tour, Retour | Dynamo Minsk          | 2 - 2   | LOSC                          | Stade Dinamo Minsk                          |                                             |
| 24 juillet 2004        | Razin 33e · Kovel 50e | (1 - 1) | Moussilou 41e · Moussilou 66e | Spectateurs : 11 000 Arbitrage : M. Vuorela | Spectateurs : 11 000 Arbitrage : M. Vuorela |

| Demi-finales, Aller | LOSC                                      | 3 - 0   | Slaven Belupo | Stadium Lille Métropole Villeneuve-d'Ascq      |                                                |
| 28 juillet 2004     | Landrin 8e · Moussilou 29e · Acimovic 48e | (2 - 0) |               | Spectateurs : 6 969 Arbitrage : O. Benquerença | Spectateurs : 6 969 Arbitrage : O. Benquerença |

| Demi-finales, Retour | Slaven Belupo | 1 - 1   | LOSC        | Gradski Stadion Koprivnica                |                                           |
| 4 août 2004          | Pejic 5e      | (1 - 0) | Manchev 50e | Spectateurs : 2 000 Arbitrage : P. Sippel | Spectateurs : 2 000 Arbitrage : P. Sippel |

| Finales, Aller | LOSC | 0 - 0   | Leiria | Stadium Lille Métropole Villeneuve-d'Ascq    |                                              |
| 10 août 2004   |      | (0 - 0) |        | Spectateurs : 10 177 Arbitrage : P. Allaerts | Spectateurs : 10 177 Arbitrage : P. Allaerts |

| Finales, Retour | Leiria | 0 - 2   | LOSC                           | Dr. Magalhães Pessoa Leiria                    |                                                |
| 24 août 2004    |        | (0 - 0) | Moussilou 105e · Acimovic 116e | Spectateurs : 12 048 Arbitrage : G. Kasnaferis | Spectateurs : 12 048 Arbitrage : G. Kasnaferis |

### Coupe UEFA
| Premier tour, Aller     | Shelbourne | 2 - 2   | LOSC | Lansdowne Road Dublin                            |                                                  |
| 16 septembre 2004 20h00 |            | (0 - 2) |      | Spectateurs : 7 436 Arbitrage : Costas Kapitanis | Spectateurs : 7 436 Arbitrage : Costas Kapitanis |

| Premier tour, Retour    | LOSC                         | 2 - 0   | Shelbourne | Stadium Lille Métropole Villeneuve-d'Ascq |                             |
| 30 septembre 2004 19h30 | Acimovic 18e · Moussilou 27e | (2 - 0) |            | Arbitrage : Emil Bozinovski               | Arbitrage : Emil Bozinovski |

Lille se retrouve dans le groupe H et rencontre 1 fois les 4 autres équipes
| 1re journée           | Aachen     | 1 - 0   | LOSC | Müngersdorfer Stadion Cologne |                           |
| 21 octobre 2004 18h15 | Meijer 67e | (0 - 0) |      | Arbitrage : Edo Trivkovic     | Arbitrage : Edo Trivkovic |

| 2e journée            | LOSC                          | 2 - 1   | Zenit         | Stadium Lille Métropole Villeneuve-d'Ascq |                            |
| 4 novembre 2004 20h45 | Tafforeau 35e · Moussilou 41e | (2 - 1) | Kerzhakov 38e | Arbitrage : Philippe Leuba                | Arbitrage : Philippe Leuba |

| 3e journée             | AEK          | 1 - 2   | LOSC                      | OAKA Spiros Louis Athènes    |                              |
| 25 novembre 2004 21h00 | Amponsah 72e | (0 - 1) | Vitakić 26e · Debuchy 63e | Arbitrage : Bernhard Brugger | Arbitrage : Bernhard Brugger |

| 4e journée             | LOSC          | 1 - 0   | Sevilla | Stadium Lille Métropole Villeneuve-d'Ascq |                              |
| 15 décembre 2004 20h45 | Moussilou 77e | (0 - 0) |         | Arbitrage : Domenico Messina              | Arbitrage : Domenico Messina |

| Rang | Équipe  | Pts | J | G | N | P | Bp | Bc | Diff |  | Résultats (▼ dom., ► ext.) |     |     |     |     |     |
| ---- | ------- | --- | - | - | - | - | -- | -- | ---- |  | -------------------------- | --- | --- | --- | --- | --- |
| 1    | LOSC    | 9   | 4 | 3 | 0 | 1 | 5  | 3  | +2   |  | LOSC                       |     | 1-0 |     | 2-1 |     |
| 2    | Sevilla | 7   | 4 | 2 | 1 | 1 | 6  | 4  | +2   |  | Sevilla                    |     |     | 2-0 |     | 3-2 |
| 3    | Aachen  | 7   | 4 | 2 | 1 | 1 | 5  | 4  | +1   |  | Aachen                     | 1-0 |     |     | 2-2 |     |
| 4    | Zenit   | 5   | 4 | 1 | 2 | 1 | 9  | 6  | +3   |  | Zenit                      |     | 1-1 |     |     | 5-1 |
| 5    | AEK     | 0   | 4 | 0 | 0 | 4 | 4  | 12 | -8   |  | AEK                        | 1-2 |     | 0-2 |     |     |

| Seizièmes de finale, Aller | Basel | 0 - 0   | LOSC | St. Jakob-Park Bâle     |                         |
| 17 février 2005 20h30      |       | (0 - 0) |      | Arbitrage : Anton Genov | Arbitrage : Anton Genov |

| Seizièmes de finale, Retour | LOSC                                | 2 - 0   | Basel | Stadium Lille Métropole Villeneuve-d'Ascq |                           |
| 24 février 2005 21h00       | Moussilou 37e · Acimovic 78e (pen.) | (1 - 0) |       | Arbitrage : Pedro Proença                 | Arbitrage : Pedro Proença |

| Huitièmes de finale, Aller | LOSC | 0 - 1   | Auxerre   | Stadium Lille Métropole Villeneuve-d'Ascq |                            |
| 10 mars 2005 20h30         |      | (0 - 1) | Akalé 45e | Arbitrage : Iouri Baskakov                | Arbitrage : Iouri Baskakov |

| Huitièmes de finale, Retour | Auxerre | 0 - 0   | LOSC | Stade de l'Abbé-Deschamps Auxerre |                        |
| 17 mars 2005 20h45          |         | (0 - 0) |      | Arbitrage : Mike Riley            | Arbitrage : Mike Riley |